# Sydengland
Sydengland eller Southern England er et upræcist udtryk, der refererer til de sydlige grevskaber i England, der grænser op til the English Midlands. Der er flere forskellige tolkninger af områdets geografiske udstrækning. Mange betragter syden som en kulturel region med en særlig identitet i forhold til resten af England, men der er ingen generel enighed om områdets kulturelle, politiske og økonomiske karakteristika endsige dets geografiske afgrænsning. Sydengland er inddelt i de administrative områder South West England, South East England, London og the East of England. I alt er dækker området over 62.042 km2 og har en befolkning på omkring 26 millioner.

## Divisioner
I de fleste definitioner inkluderer Sydengland alle de counties der ligger ud til eller nær den Engelske Kanal. Dette inkluderer:
- Bristol
- Cornwall
- Devon
- Dorset
- Hampshire
- Isle of Wight
- Oxfordshire
- West Sussex
- East Sussex
- Kent
- Somerset
- Wiltshire
- Berkshire
- Gloucestershire
- Surrey
- Greater London